# ユスフ・ディケチ
- ユスフ・ディケッチ
- ユスフ・ディケチュ

ユスフ・ディケチ（トルコ語: Yusuf Dikeç, 1973年1月1日 - ）は、トルコの射撃競技（ピストル射撃）選手。ジャンダルマの退役下士官であり、憲兵隊スポーツクラブ（Jandarma Gücü）の会員である。

## 初期の経歴
1973年にカフラマンマラシュ県のギョクスンにあるタショルク (Taşoluk) という村で生まれた。村で初等教育を終えたのち、ギョクスンで中等教育を修めた。1994年、アンカラにあるジャンダルマの軍学校に入学。卒業後は伍長としてマルディンで兵役に就いた。
1999年に再び軍学校に入学し、翌年卒業とともに軍曹に昇進した。イスタンブールで1年間兵役を務めたのち、アンカラにある憲兵隊のスポーツクラブであるジャンダルマ・グジュ（Jandarma Gücü）に配属された。
2001年に射撃競技を始めた。以降、軍および国家代表チームの一員として活動している。一方で、ガーズィ大学において体育とスポーツについて学んでいた。

## 競技歴
様々なピストル競技種目において、何度もトルコ国内チャンピオンとなり、国内記録を保持している。
2006年、ノルウェーのレナで開催されたCISM世界軍事選手権の25mセンターファイアピストルにおいて、597ポイントの世界記録を樹立した。
2012年には、タイのバンコクで開催されたISSFワールドカップの10mエアピストルで銅メダルを獲得した。同年のロンドンオリンピックへの参加資格を得て、10mエアピストルと50mピストルの2種目に出場したが、決勝ラウンドに進むことはできなかった。
2013年7月21日から8月4日にかけてクロアチアのオシエクで開催された欧州射撃選手権では、25mスタンダードピストルと25mセンターファイアピストルの2種目で金メダルに輝いた。また団体25mスタンダードピストルにおいても、チームメートのファティ・カヴリュック、ムラト・クルンチとともに銀メダルを獲得した。さらに団体25mセンターファイアピストルでもうひとつの金メダルを勝ち取った。団体50mピストルでは、オメル・アリモール、イスマイル・ケレシュとともに銀メダルを得た。
2021年にオシエクで開催された2021年欧州射撃選手権では、団体10mエアピストルでチームメートのサルダル・デミレル、イスマイル・ケレシュとともに銅メダルを獲得した。
ディケチは2024年パリオリンピックの混合団体10mエアピストルにおいて、決勝でセルビアチームに敗れたものの、チームメートのシェヴァル・イライダ・タルハンとともに銀メダルを獲得した。

## エピソード
多くの射撃競技選手が利目（マスターアイ）のみ使うため片目を遮蔽するブラインダーや射撃用メガネ又はレンズにテープを貼った物や射撃用サングラス、破裂音から耳を護るためのイヤーマフ（耳全体を覆うタイプの防音保護具）を装着して競技に挑むなか、ディケチはユニフォームのTシャツに、薬局で購入した通常の耳栓のみを使用して2024年のパリオリンピックに出場した。なお老眼と近眼があるためメガネだけは特注している。ディケチがこの服装で「片手をポケットに入れ、小さな耳栓をして両目を開けたまま射撃に臨む姿」が注目され、日本のX（旧Twitter）では、オンラインゲームで装備に課金しないこと（アイテム課金で難易度を軽減して挑む前提のゲームを課金なしで攻略できるほど技量が卓越しているという意味）になぞらえ、親しみを込めて「無課金おじさん」と呼ばれた。また、日本国外のSNSでは、冗談まじりに「トルコはオリンピックにヒットマンを送り込んだのか？」等のコメントを残した。両目を開けて射撃することには審判すら驚いたという。
このスタイルについて、ディケチ本人は「大半の射撃選手は片目で撃つが、（自分を含めた）少数の人々は両目で撃つ」「今まで様々なスタイルを試したが私には合わないと気付いた」、「トルコは私に良い装備を贈ってくれて感謝しているが、私は生まれながらの狙撃手だ（なので特別な装備はない方が良い）」と述べつつも「メダルは努力とチームのおかげであり、1週間に6日間4-5時間のトレーニングを24年間続けた結果だ」とも述べている。なお、このスタイルは以前からしばしば観られるのもので、2011年の ISSFワールドカップ ミュンヘン大会での10mエア・ピストル男子60発競技ではディケチが眼鏡をかけず耳栓のみで優勝した映像が残されている。
2024年9月2日、ポケットに手を入れたまま射撃するポーズの商標登録をトルコ特許商標庁に申請していたことがフランス通信社の取材によって明らかになった。これは、本人の知らないところで、大勢の人が無許可で商標登録の申請を行っていることに気づいたためと説明している。
2024年12月3日から同月8日まで日本ライフル射撃協会の招待で日本を訪問した。

## 成績
| 年         | 大会                         | 会場                       | 結果       | 種目                            | 補足       |
| トルコ代表 | トルコ代表                   | トルコ代表                 | トルコ代表 | トルコ代表                      | トルコ代表 |
| ---------- | ---------------------------- | -------------------------- | ---------- | ------------------------------- | ---------- |
| 2003       | ヨーロッパ軍人選手権         | プルゼニ, チェコ           | 2位        |                                 |            |
| 2004       | ヨーロッパ軍人選手権         | アンカラ, トルコ           | 2位        |                                 |            |
| 2005       | 地中海競技大会               | アルメリア, スペイン       | 2位        | 10mエアピストル                 | 585        |
| 2005       | バルカン選手権               | ルーマニア                 | 2位        |                                 |            |
| 2006       | CISM世界選手権               | レナ, ノルウェー           | 優勝       | 25mセンターファイアピストル     | 597 WR     |
| 2007       | ミリタリーワールドゲームズ   | ハイデラバード, インド     | 2位        | 25mラピッドファイアピストル     |            |
| 2007       | 軍事オリンピック             | ブラジル                   | 2位        |                                 |            |
| 2010       | CISM世界選手権               | ザグレブ, クロアチア       | 3位        | 25mセンターファイアピストル     |            |
| 2011       | ISSFワールドカップ           | ミュンヘン, ドイツ         | 優勝       | 10mエアピストル                 | 687.3      |
| 2011       | ISSFワールドカップファイナル | ヴロツワフ, ポーランド     | 3位        | 10mエアピストル                 | 682.9      |
| 2012       | ISSFワールドカップ           | ミュンヘン, ドイツ         | 3位        | 10mエアピストル                 | 686.5      |
| 2012       | ISSFワールドカップファイナル | バンコク, タイ             | 3位        | 10mエアピストル                 | 684.5      |
| 2012       | 欧州選手権                   | ヴィエルマキ, フィンランド | 2位        | 10mピストル                     |            |
| 2012       | 欧州選手権                   | ヴィエルマキ, フィンランド | 2位        | 10mピストル団体                 |            |
| 2013       | 地中海競技大会               | メルスィン, トルコ         | 2位        | 10mエアピストル                 | 577        |
| 2013       | 地中海競技大会               | メルスィン, トルコ         | 優勝       | 50mピストル                     | 555        |
| 2013       | 欧州選手権                   | オシエク, クロアチア       | 優勝       | 25mセンターファイアピストル     | 590        |
| 2013       | 欧州選手権                   | オシエク, クロアチア       | 優勝       | 25mセンターファイアピストル団体 | 1,741      |
| 2013       | 欧州選手権                   | オシエク, クロアチア       | 優勝       | 25mスタンダードピストル         |            |
| 2013       | 欧州選手権                   | オシエク, クロアチア       | 2位        | 25mスタンダードピストル団体     |            |
| 2013       | 欧州選手権                   | オシエク, クロアチア       | 2位        | 50mピストル団体                 | 1,665      |
| 2021       | 欧州選手権                   | オシエク, クロアチア       | 3位        | 10mピストル団体                 |            |
| 2024       | パリオリンピック             | パリ, フランス             | 2位        | 10mエアピストル混合団体         |            |